# Dynamenopsis varicolor
Dynamenopsis varicolor là một loài chân đều trong họ Sphaeromatidae. Loài này được Hurley & Jansen miêu tả khoa học năm 1971.